# مسح اجتماعي
المسح الاجتماعي شكل خاص من أشكال دراسة البيئة الاجتماعية. وبالمقارنة مع طريقة الاستفتاء الاجتماعي (Social investigation) نلاحظ بأن طريقة المسح الاجتماعي تكون أعم وأوسع، فهي تشتمل دراسة جميع ظروف الحياة لبعض الطبقات الاجتماعية.

## مراحل المسح الاجتماعي
و قام بتحديدها كارادوج جونس (Caradog Jones):
- مرحلة تعريف البيئة وبيان حدودها
- مرحلة الوصف الدقيق
- تحليل وإيجاد العلاقات السببية بين العوامل المختلفة